# Zapovednik Bogdinsko-Baskoentsjakski
Zapovednik Bogdinsko-Baskoentsjakski (Russisch: Богдинско-Баскунчакский государственный природный заповедник) is een strikt natuurreservaat gelegen in het zuidoosten van Europees Rusland en ligt in de oblast Astrachan. De oprichting tot zapovednik vond plaats op 18 november 1997 per decreet (№ 1445/1997) van de regering van de Russische Federatie. Het gebied bestaat uit twee verschillende clusters, met een gezamenlijke oppervlakte van 185,247 km².

## Kenmerken en doel van oprichting
Geografisch gezien ligt Zapovednik Bogdinsko-Baskoentsjakski op de Grote Bogdo en is met een hoogte van 149,6 meter het hoogste punt binnen de Kaspische Laagte. Het reservaat werd opgericht om de natuurlijke halfwoestijncomplexen rondom het Baskoentsjakmeer te beschermen.

## Klimaat
Het klimaat in Bogdinsko-Baskoentsjakski is een sterk vochtig continentaal klimaat, wat gekarakteriseerd wordt door droogte, een hoge verdampingspercentage en een lage hoeveelheid neerslag (jaarlijks gemiddeld 300 mm). De jaarlijks gemiddelde temperatuur ligt op 8,2°C, maar kent een hoge amplitude qua temperatuurvariatie. De gemiddelde temperatuur in januari is −8,5°C, terwijl de temperatuur in juli gemiddeld 25°C is. De absolute minima en maxima liggen op −36°C en 44°C.

## Flora en fauna
In Bogdinsko-Baskoentsjakski zijn 437 vaatplanten vastgesteld. Veel soorten hiervan zijn zeldzaam of relicten uit vroegere tijden. Dit komt voornamelijk doordat de Grote Bogdo tijdens overstromingen van de Kaspische Laagte, 8.000 tot 12.000 jaar geleden, onaangetast bleef. De overgebleven flora en fauna konden destijds op het eiland overleven. Vandaag de dag kunnen relicten worden aangetroffen als Eversmannia subspinosa, Tragopogon marginifolius, Diptychocarpus strictus en Koelpinia linearis. Sommige planten konden na deze tijd opnieuw de lager gelegen gebieden in het reservaat koloniseren zoals Allium inderiense, Diarthron vesiculosum, Tetracme quadricornis, Megacarpaea megalocarpa, Rheum tataricum en Plantago minuta. Veel van de planten die hier voorkomen zijn elders op de wereld zeldzaam geworden en Bogdinsko-Baskoentsjakski fungeert daarom als een refugium voor zulke soorten. Van de 437 vaatplanten staan er 31 op de rode lijst van bedreigde soorten van de Oblast Astrachan en vier op de rode lijst van bedreigde soorten van Rusland, zoals Tulipa suaveolens en Delphinium puniceum.
Een van de twaalf voorkomende reptielen is de Kaspische rechtvingergekko (Alsophylax pipiens). Deze soort werd voor het eerst ontdekt en beschreven op de Grote Bogdo door Peter Simon Pallas in 1827. De Kaspische rechtvingergekko is qua verspreiding in Bogdinsko-Baskoentsjakski beperkt tot de zuidelijke en zuidoostelijke hellingen van de Grote Bogdo. Andere reptielen in het gebied zijn bijvoorbeeld de steppehagedis (Eremias arguta) en de zonaanbidder (Phrynocephalus helioscopus), een soort paddenkopagame. Onder de 215 vastgestelde vogels bevinden zich de jufferkraanvogel (Anthropoides virgo), steppekievit (Vanellus gregarius), griel (Burhinus oedicnemus) en steltkluut (Himantopus himantopus). Ook broeden er enkele steppearenden (Aquila nipalensis) en tussen spleten en openingen in de rotsformaties broedt de oehoe (Bubo bubo). Interessante zoogdieren die er leven zijn de Nubische kat (Felis silvestris lybica), gele grondeekhoorn (Spermophilus fulvus), dwerggrondeekhoorn (Spermophilus pygmaeus), steppevos (Vulpes corsac) en wolf (Canis lupus).

## Afbeeldingen

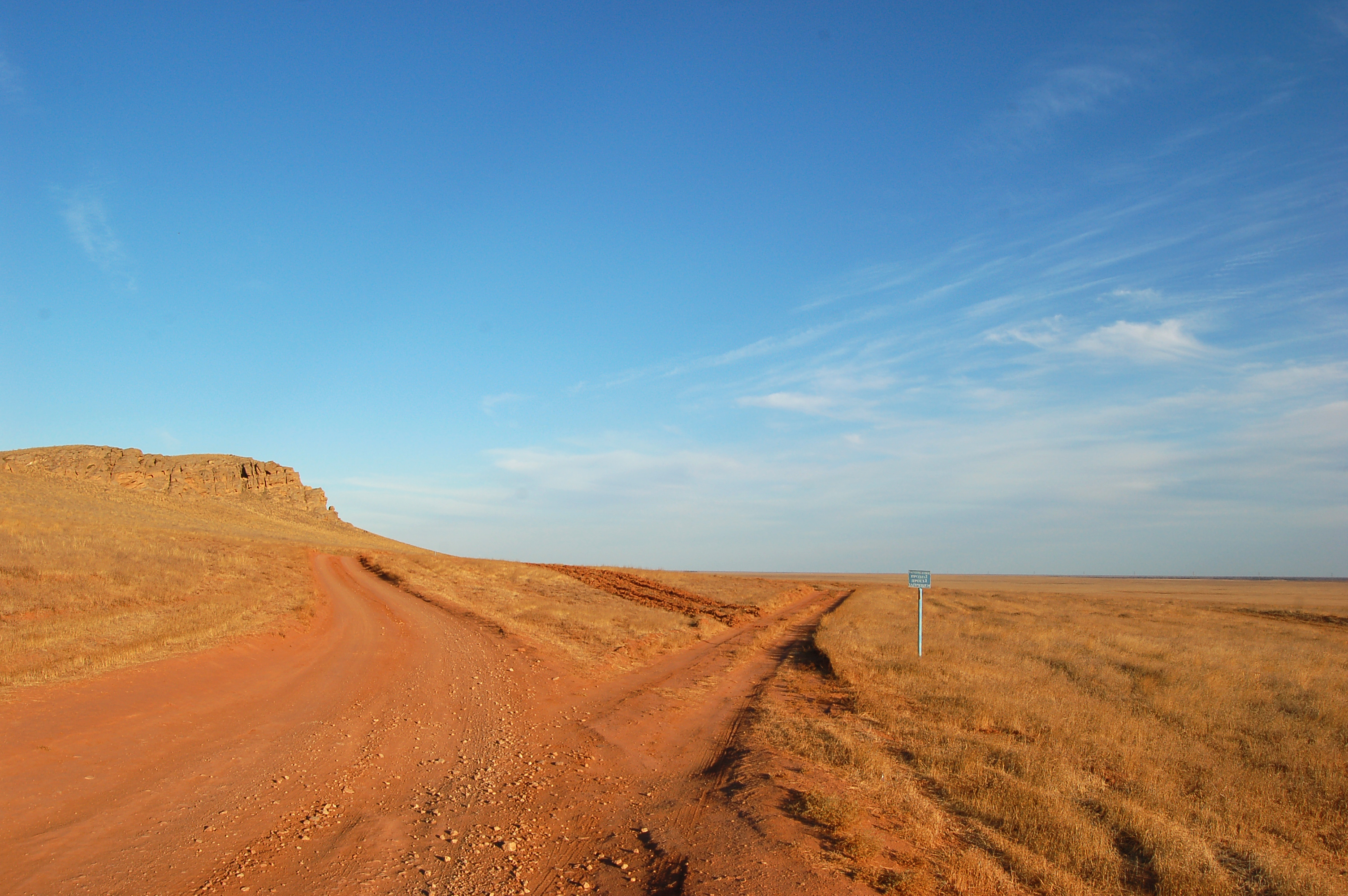
Uitgestrekt open landschap.
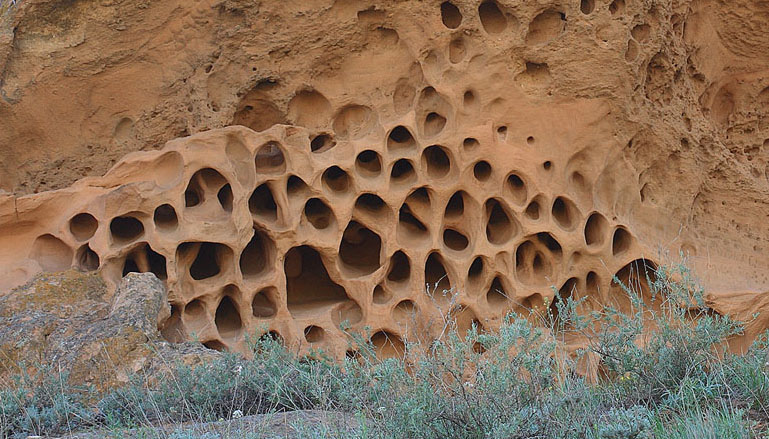
Ronde holtes in de rotsformaties.
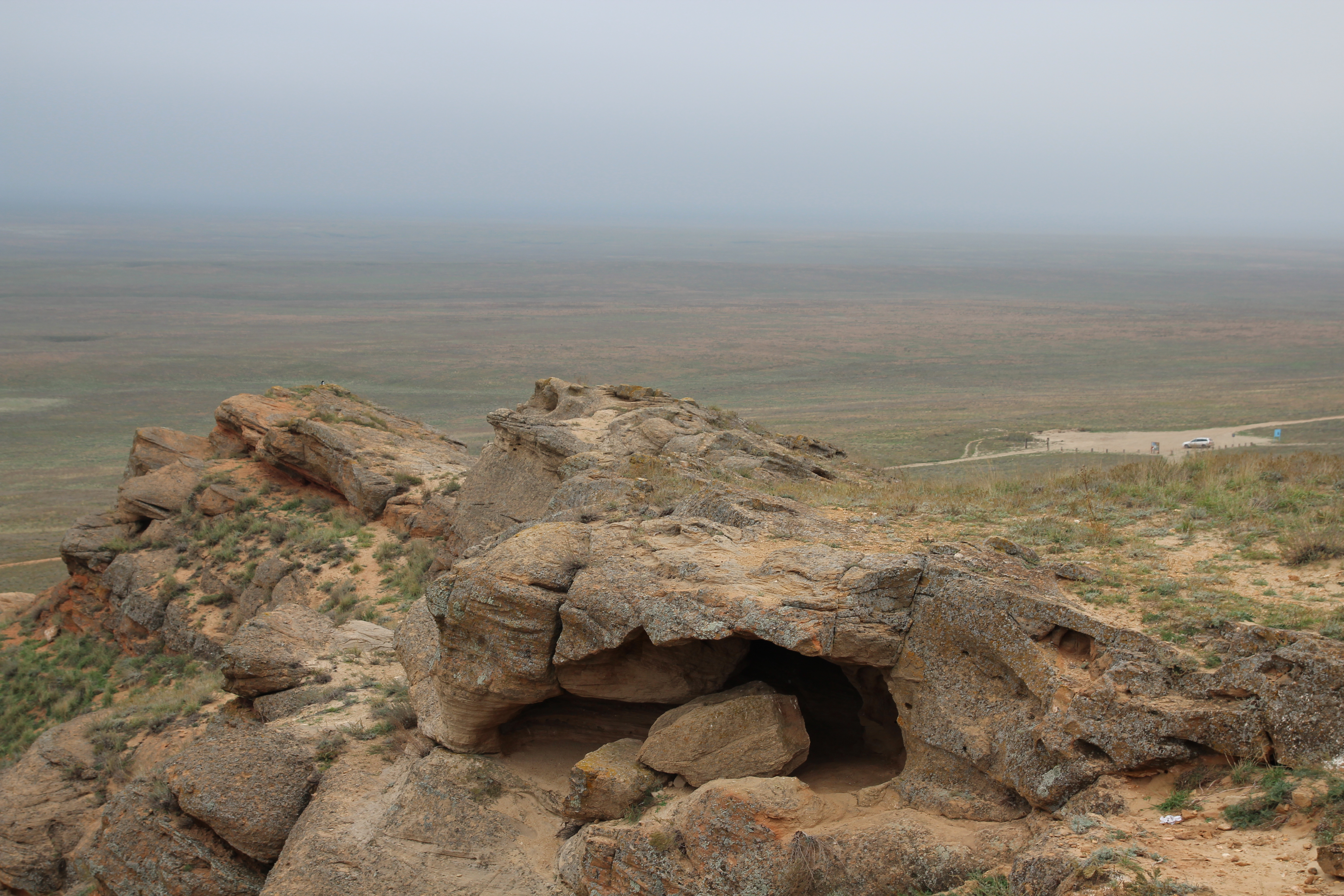
Kleine grot in de Grote Bogdo.
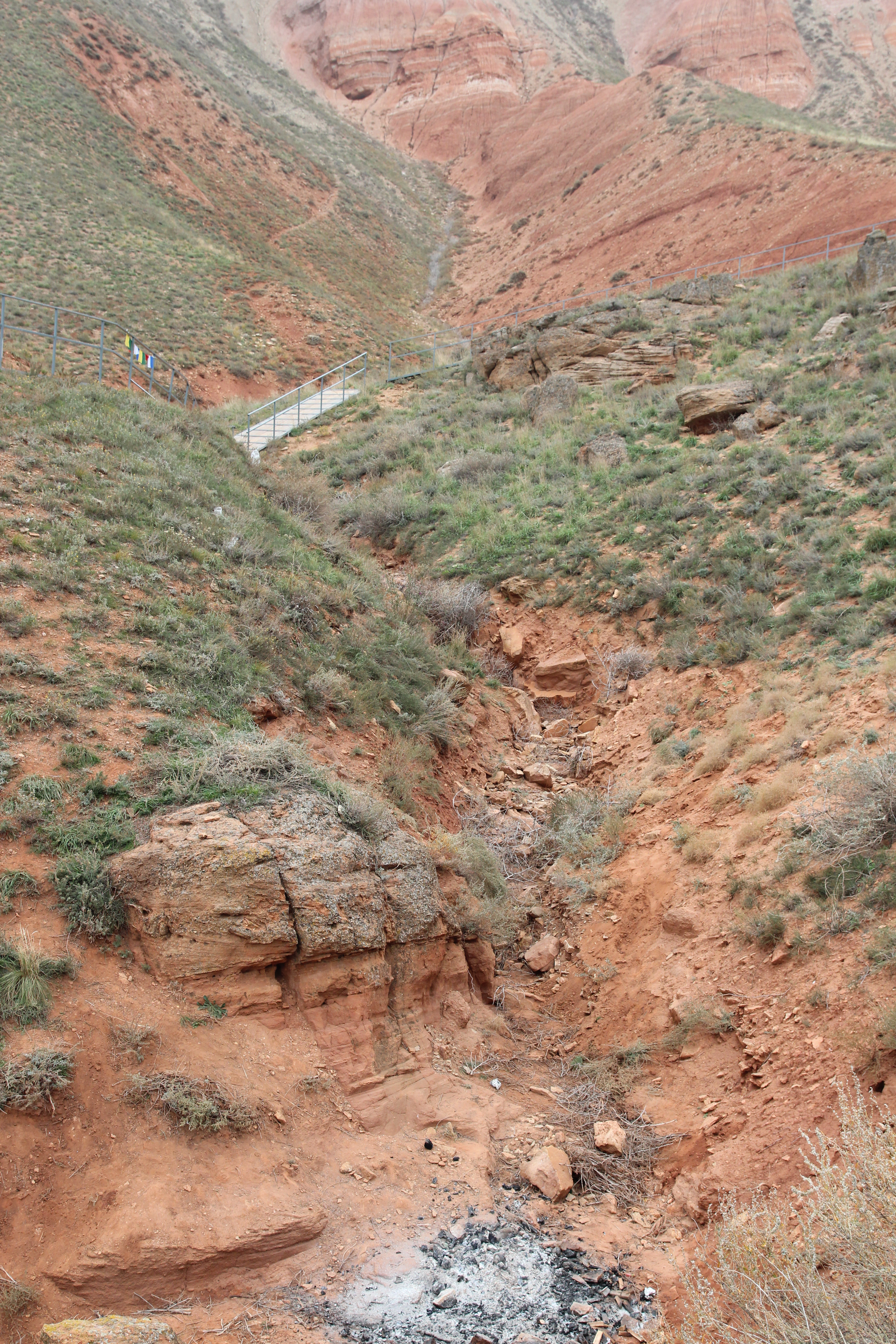
Wandelroute door een kloof.
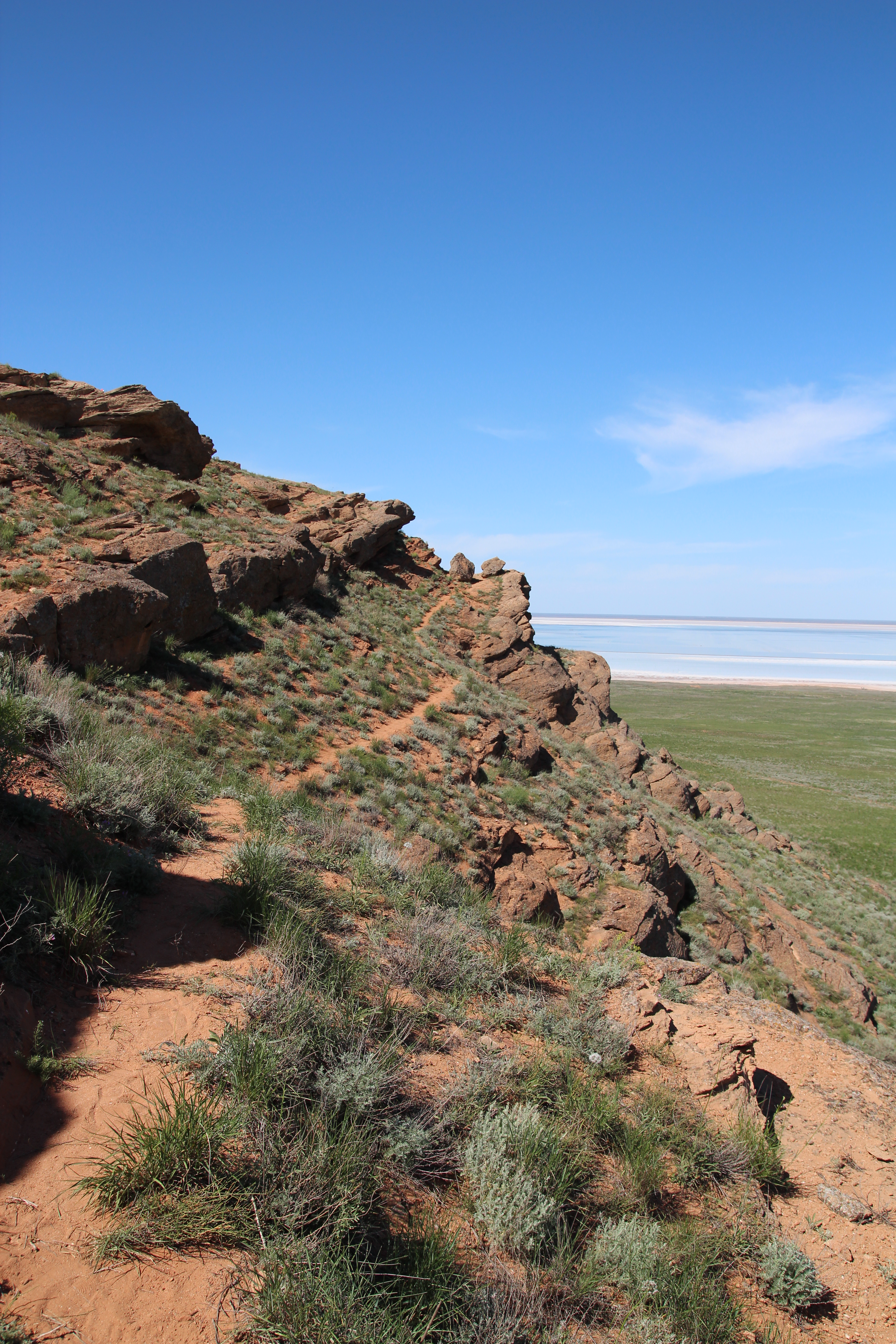
Pad langs de Grote Bogdo, aan de rand van het Baskoentsjakmeer.
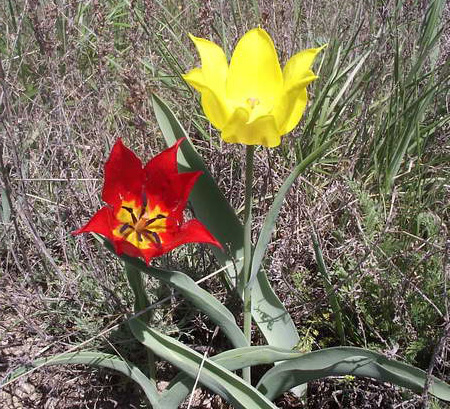
Tulipa gesneriana in Zapovednik Bogdinsko-Baskoentsjakski.
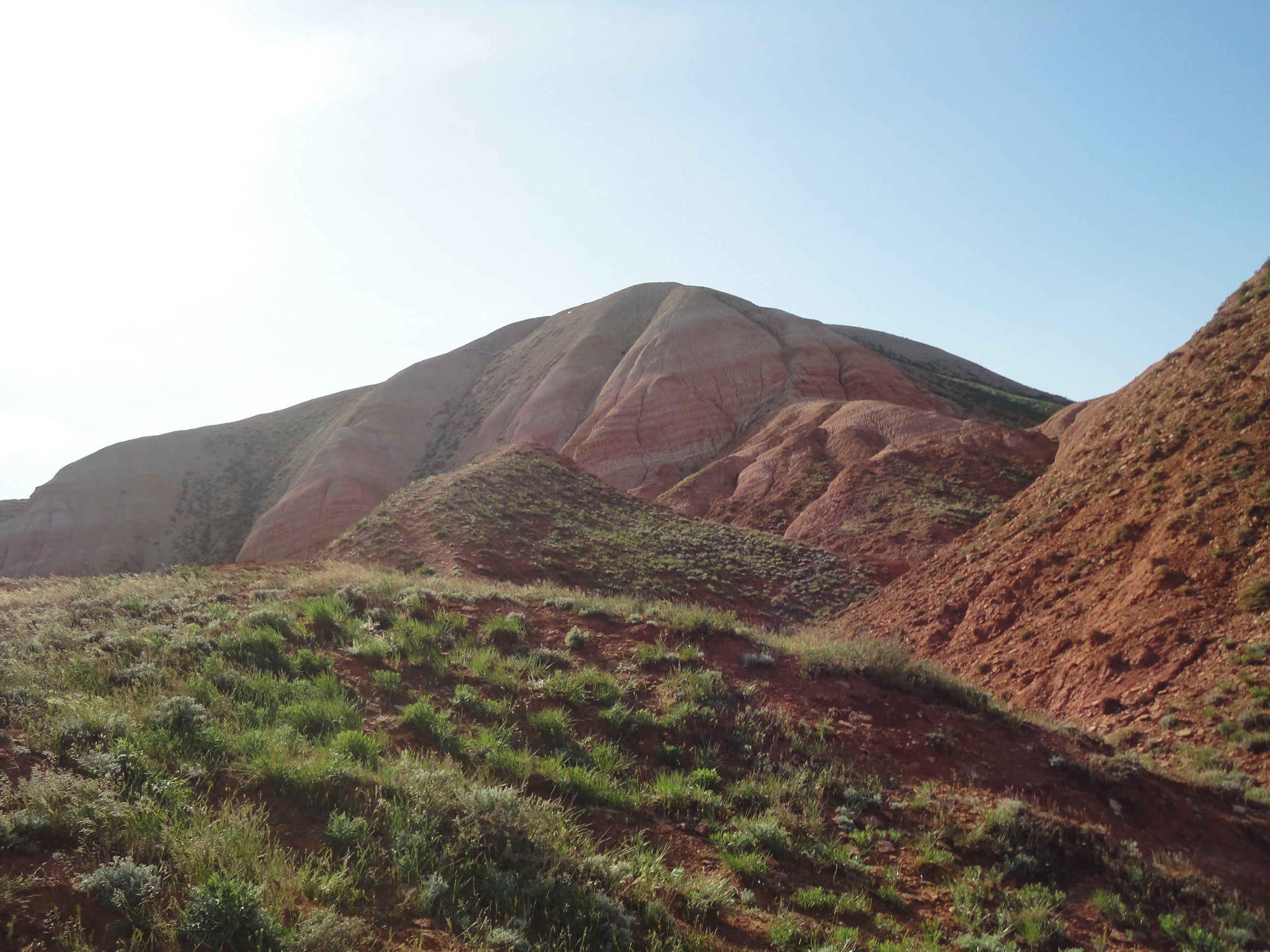
Helling van de Grote Bogdo.